# 141 État 141-001 à 250
Les 141 État 141-001 à 250 sont des locomotives à vapeur du type Mikado construites pour l'Administration des chemins de fer de l'État.

## Genèse
L'Administration des chemins de fer de l'État devait pour assurer ses services mixtes s'appuyer sur une flotte disparate de locomotives et se montra donc désireuse de posséder une série unique de grande puissance et économique.
Ce furent les 141 PO 5801 et 5802 qui servirent de base à la série avec quelques adaptations de détails selon les normes de l'Administration des chemins de fer de l'État.
Ces locomotives furent construites entre 1921 et 1923 par :
- la société Schneider pour les 141-001 à 141-190,
- la SACM sise à Graffenstaden pour les 141-191 à 141-250.

## Description
C'étaient des machines disposant d'un moteur à simple expansion à deux cylindres de 620 mm de diamètre, avec une distribution « Walschaerts » à tiroirs cylindriques. La chaudière d'un diamètre interne de 1,68 m était équipée d'un surchauffeur Schmidt. Le foyer était de type « Belpaire » à ciel plat avec une boîte à feu semi-débordante à grille trapézoïdale. L'échappement d'origine était à trèfle à trois jets. Les bissels avant et arrière étaient équipés d'une suspension conjuguée avec le premier et le quatrième essieu moteur, par l'intermédiaire de balanciers.
Ces locomotives bénéficièrent de diverses améliorations au cours de leurs carrières telles que :
- augmentation du timbre de la chaudière passant de 12 kg/cm2 à 14 kg/cm2
- pose de l'échappement de type « Kylchap » après essai d'un de type « Lemaître » sur la 141-112 qui ne sera pas retenu.
- pose d'écrans pare-fumée de petite taille typique de la Compagnie des chemins de fer de l'Ouest
- remplacement de la pompe de type « Fives-Lille » double phase par une bi-compound
- pose de différents types de réchauffeur dont :
  - le type « Weir » d'origine anglaise sur les 141-029 et 141-050
  - le type « Worthington » pour 10 locomotives
  - et le type « ACFI » pour 99 locomotives

En 1938, à la création de la SNCF les exemplaires de la série dont le timbre n'avait pas encore été modifié furent réimmatriculées : 3-141 B 1 à 250. Au fur et à mesure de la modification les locomotives furent réimmatriculées : 3-141 C 1 à 250 comme celles déjà transformées avant 1938 qui étaient déjà réimmatriculées : 3-141 C 1 à 250.
Lors de la poursuite de ces transformations à la SNCF, certaines unités reçurent également une porte de boîte à fumée de type « Nord » ainsi que des soupapes de sécurité type Coale Unifiées SNCF, modernisant ainsi leur aspect.

### Transformations
Trois locomotives seront modifiées plus ou moins profondément:
- La 141-050 fut la première en recevant une distribution de type « Renaud » en 1928 identique aux 6 231 R et la 241-101 État. Mais cette distribution ne donnant pas satisfaction elle fut remise dans son état normal en 1934.
- La 141-136 fut la suivante recevant en 1934 une distribution de type « Dabeg », des bielles allégées, un cendrier débordant sur l'extérieur et un échappement de type « Kylchap », une enveloppe englobant la sablière, le dôme et une seconde sablière rajoutée et des écrans pare-fumée identiques à ceux des 231 État 231-501 à 783. Cette locomotive sera immatriculée 3-141 D 136 par la SNCF.
- La 141-113 fut la dernière en 1945 et subit aussi la plus lourde transformation selon les principes d'André Chapelon. Elle se vit ainsi munie d'une enveloppe telle la 141-136, de section de passage de la vapeur augmentée, de tiroir à longue course, d'écrans pare-fumée de plus grandes dimensions avec plans inclinés, d'un échappement de type « Kylchap » et d'une pompe de type « Dabeg ». Cette locomotive sera immatriculée 3-141 E 113 par la SNCF.

## Utilisation et services
Dès le début elles se montrèrent aptes à la remorque de trains lourds de marchandise de 1 800 t tout en étant capables de remplacer une Pacific en tête d'un express grâce à sa vitesse limite de 100 km/h et à ses démarrages énergiques.
Neuf d'entre elles, les 141 C 30, 53, 60, 64, 136, 176, 187, 191, et 198 seront détruites pendant la Seconde Guerre mondiale.
Ces locomotives « mixtes » qui avaient une prédominance pour le service marchandise, assurèrent également des trains de voyageurs au départ de Paris-Saint Lazare pour Dieppe et Évreux, Paris-Montparnasse pour Dreux, ainsi que de nombreux trains omnibus en régions.
Comme pour les Pacific 501 à 783, ces Mikado furent utilisées sur une vaste étendue Ouest du pays, et on les vit depuis Dieppe jusqu'à Bordeaux ainsi que sur les lignes de la Bretagne. Les 141 C de Trappes allaient par la grande ceinture sur la région Nord jusqu'à Creil, en tête de convois de marchandises directs.
En 1960 la série comptait encore 239 unités mais en 1969 il n'en restait plus que 44. Les dernières représentantes de la série, à savoir les 3-141 C 131, 145, 181, 184 et 210, furent radiées à la fin de la même année au dépôt de Nantes-Blottereau.
Jusqu'en octobre 1971, date de liquidation définitive de la série, les machines suivantes : 141 C 25 et 100 du Mans, 141 C 40 de Mézidon, 141 C 34, 124, 140 et 230 de Thouars, 141 C 194 et 203 d'Argentan, furent conservées en bon état pour renforts éventuels.
Durant leur carrière, les Mikado État puis 141 C furent affectées dans une quarantaine de dépôts dont :
Les Batignolles, Achères, Mantes, Le Havre, Sotteville, Rouen-Martainville, Évreux, Lisieux, Caen, Lison, Cherbourg, Gisors, Dieppe, Montrouge, Trappes, Chartres, Le Mans, Rennes, Dreux, Argentan, Mézidon, Granville, Dol-de-Bretagne, St-Brieux, Laval, Ste-Gauburge, Angers, Segré, Nantes-Blottereau, Auray, Châteaubriant, Laval, Quimper, Brest, Morlaix, Château-du-Loir, Thouars, La Roche-sur-Yon, Niort, et La Rochelle.

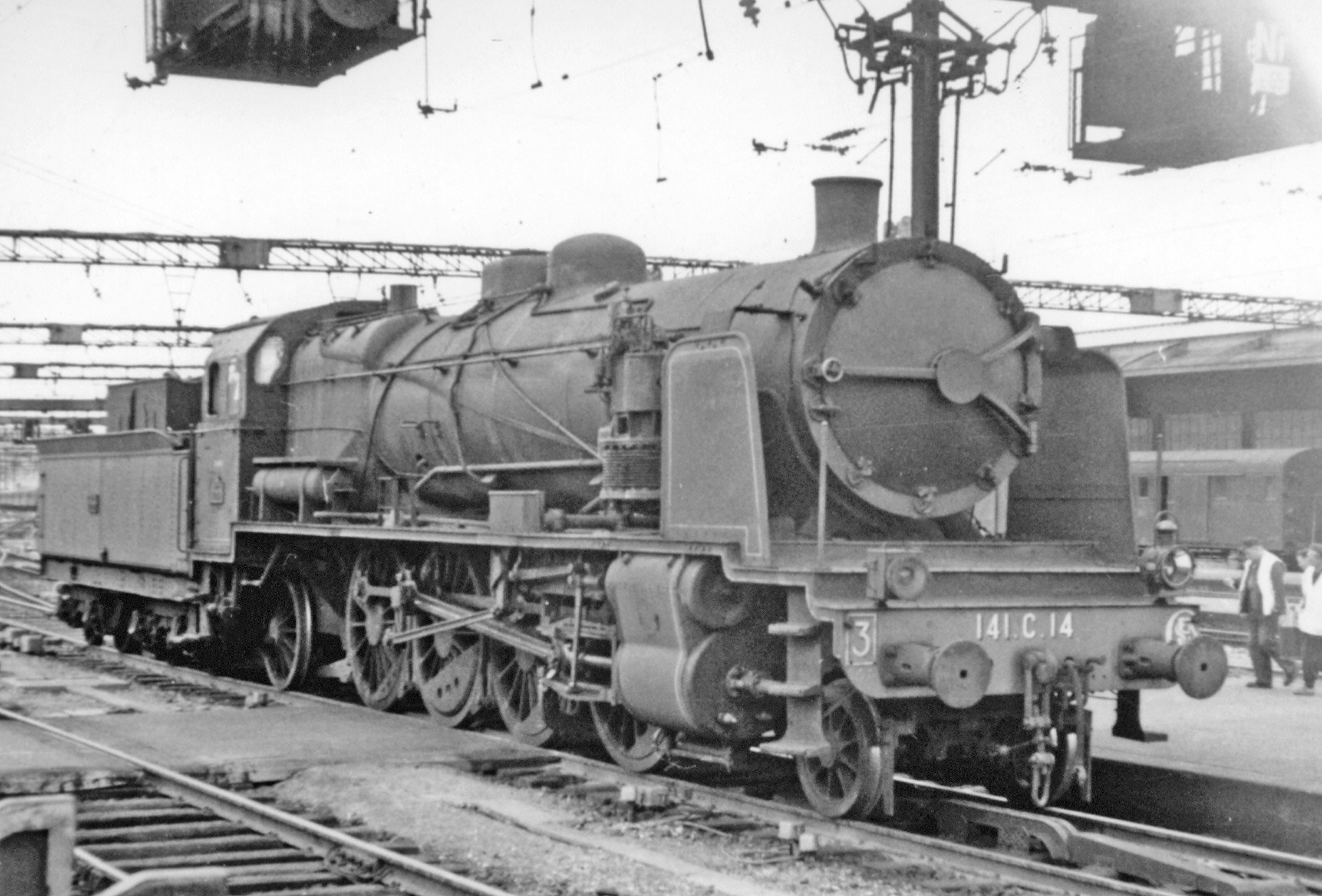
La 141 C 14 en gare du Mans le 17 juillet 1956.
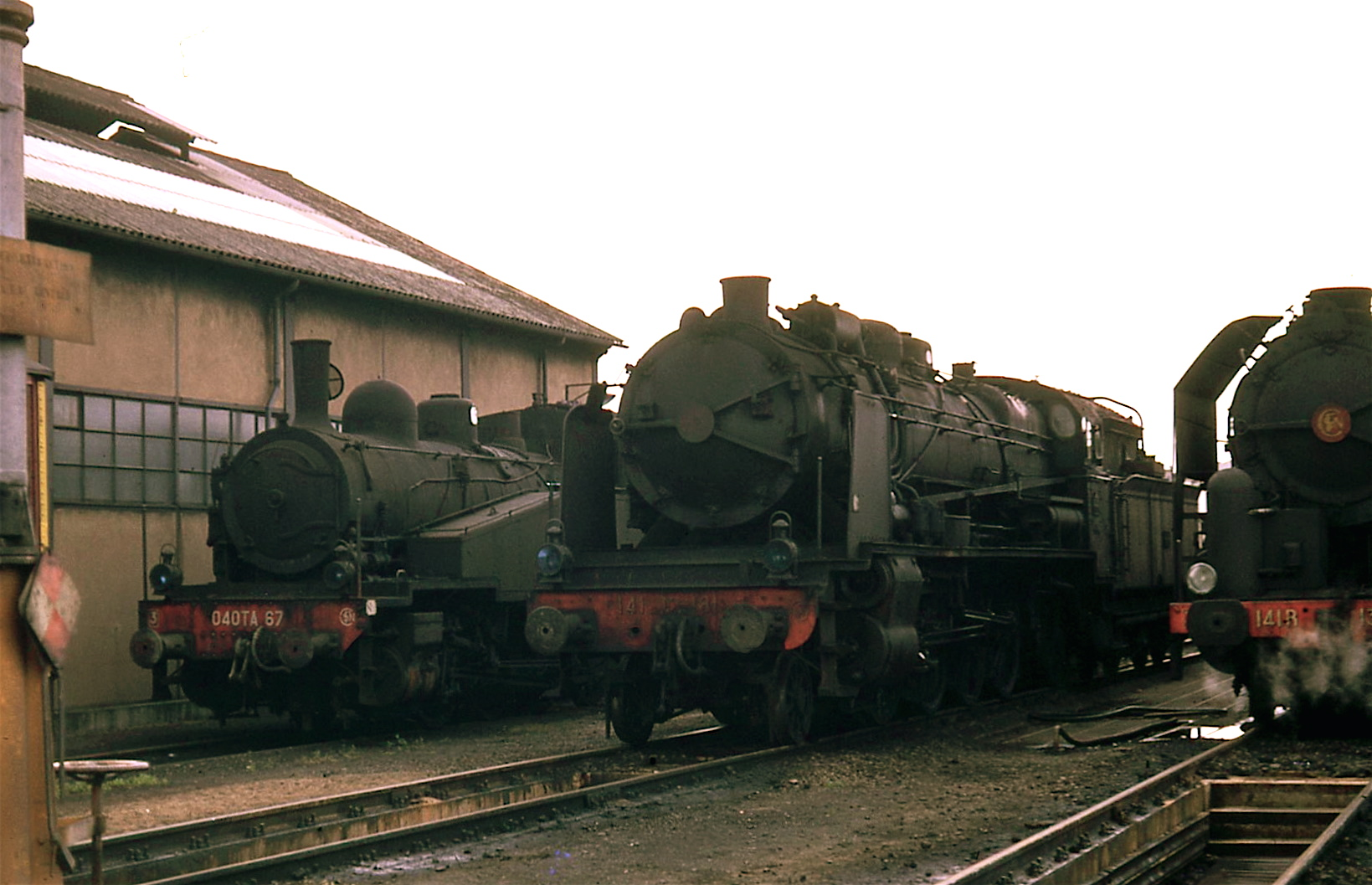
La 040 TA 67 et la 141 C 181 à Saint-Nazaire en 1969.
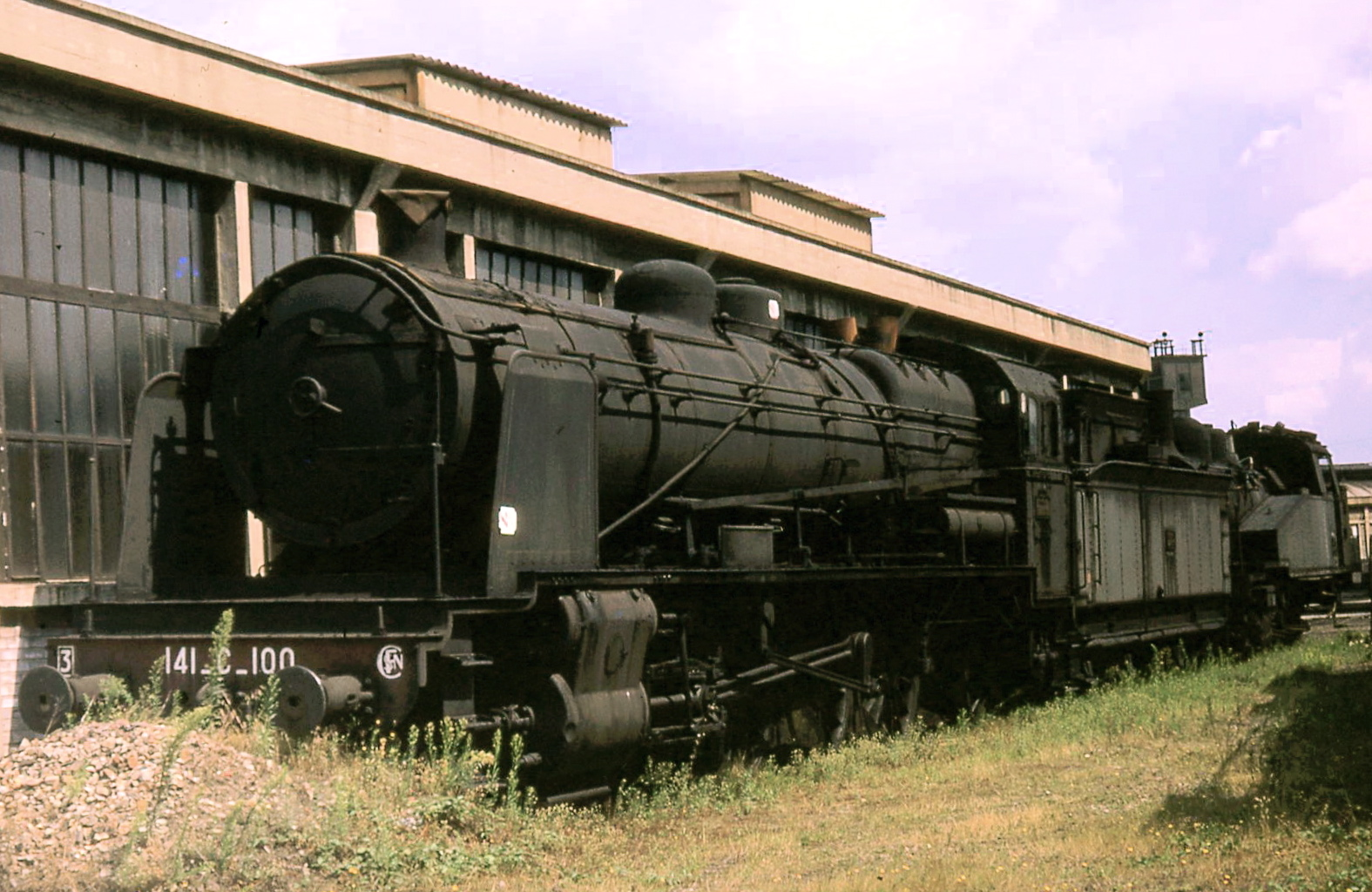
La 141 C 100 au dépôt du Mans en août 1969.

## Tenders

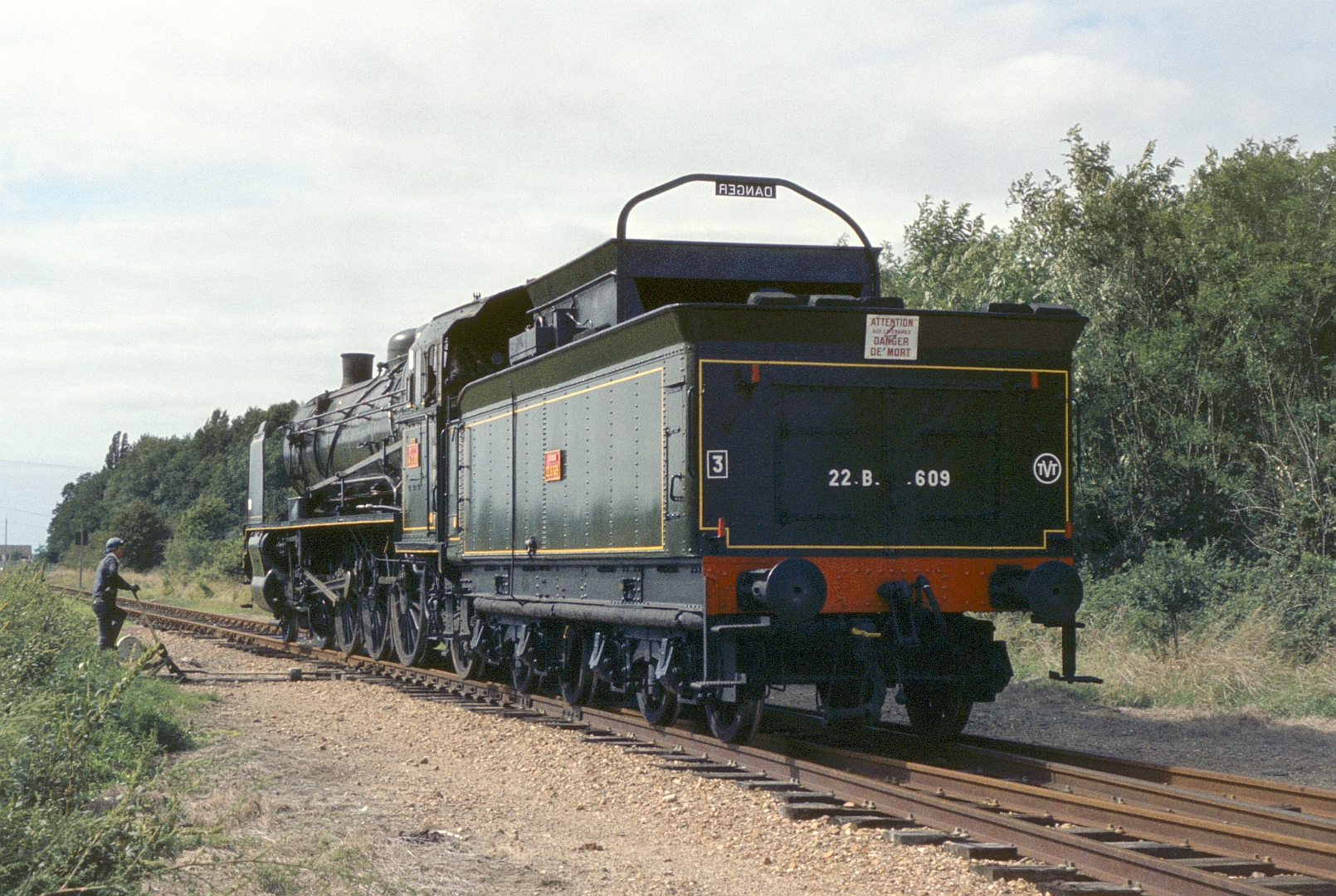
Le tender 22 B 609 attelé à la 141 C 100.

Ces locomotives furent accouplées à des tenders de type « État » à bogies dotés de roues d’un diamètre de 960 mm. Leur capacité était de 22 m3 d'eau et de 8 à 12 tonnes de charbon pour une longueur hors-tout de 8,82 m, le poids total en charge atteignant les 59,6 tonnes. Ces tenders construits à 643 exemplaires pour le réseau de l'État, furent à la création de la SNCF en 1938 numérotés 22 C pour ceux qui étaient équipés d'une écope de prise d'eau en marche, et 22 B pour ceux qui étaient d'origine démunis de système d'écopage ou à la suite de leur dépose, causant ainsi des discontinuités dans les numérotations des deux séries.
Ce sont des 22 B qui furent accouplés au 141 C, équipés pour certains de rehausses augmentant la capacité de la soute à combustible à 12 tonnes.

## Caractéristiques

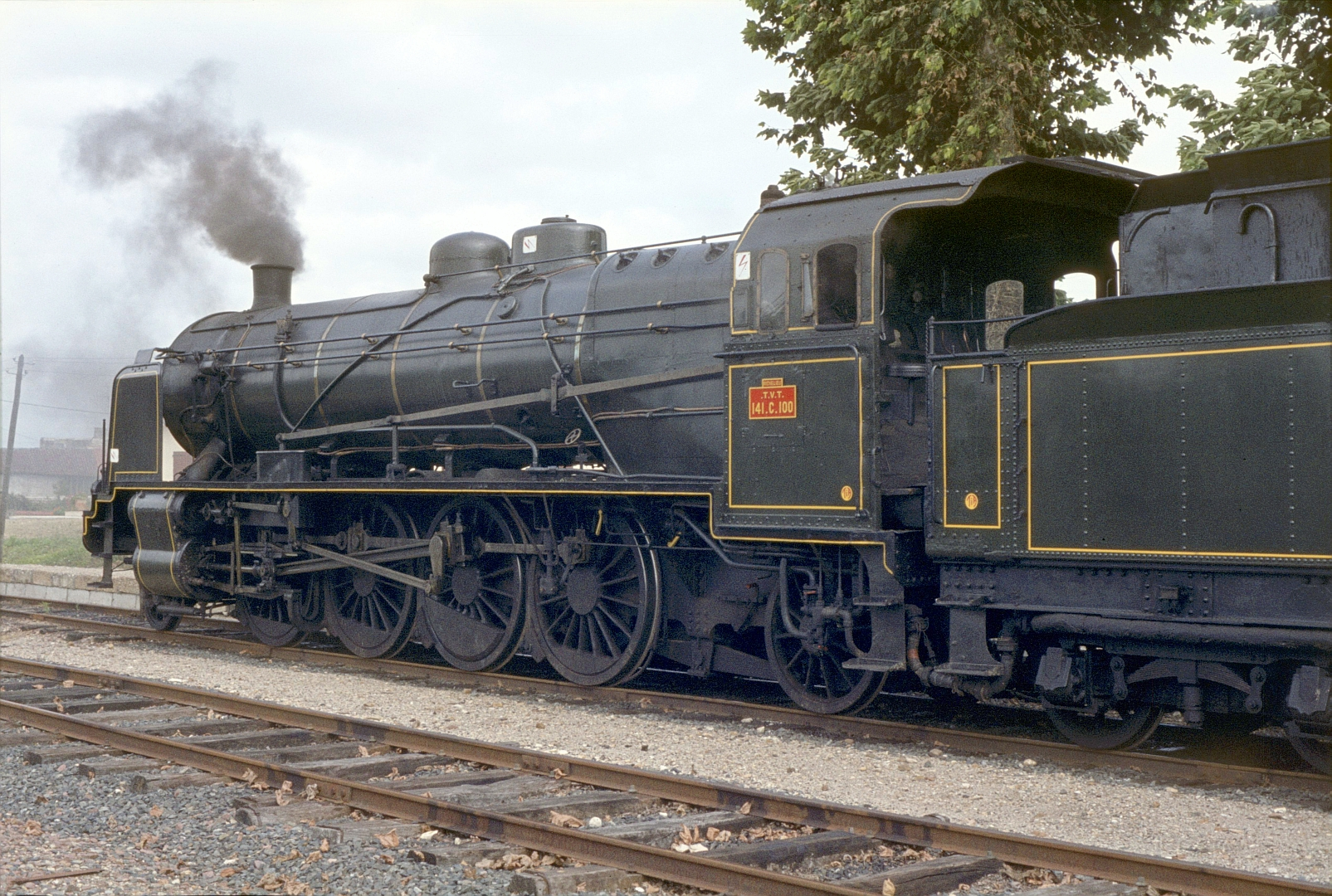
La 141 C 100 vue de 3/4 arrière le 28/08/1983.

- Pression de la chaudière : 12 kg/cm2 puis 14 kg/cm2
- Surface de grille : 3,80 m2
- Surface de chauffe : 207,37 m2
- Surface de surchauffe : 46,35 m2
- Diamètre et course des cylindres : 620 × 700 mm
- Diamètre des roues du bissel avant : 850 mm
- Diamètre des roues motrices : 1 650 mm
- Diamètre des roues du bissel arrière : 1 230 mm
- Masse à vide : 81,5 t
- Masse en ordre de marche : 89,2 t
- Masse adhérente : 67,8 t
- Longueur hors tout : 13,8 m
- Vitesse maxi en service : 100 km/h
- Puissance : 1 800 ch

## Préservation
Une seule machine est préservée par l'association TVT et confiée au chemin de fer touristique Train Thur Doller Alsace : la 141 C 100 avec son tender 22 B 609.

## Locomotives similaires
Il existait aussi :
- 2 prototypes construits en 1914 par la Compagnie du Chemin de fer de Paris à Orléans, n° 5801 et 5802, et dont les plans ont été utilisés par l'Administration des chemins de fer de l'État pour la série des 141-001 à 250.
- 12 machines semblables à quelques détails près aux 5801 et 5802 du PO, les 141 A 1 à 12, construites en 1932 pour la Compagnie des chemins de fer du Maroc, sur des plans de l'OCEM, par la firme polonaise "Fablok S.A." à Chrzanow[4]. Ces machines étaient accouplées à des tenders de 37 m3 type Nord.